# Episodi de Le avventure di Campione
La prima e unica stagione della serie televisiva Le avventure di Campione è andata in onda negli Stati Uniti dal 23 settembre 1955 al 3 marzo 1956 sulla CBS.
| nº | Titolo originale             | Prima TV USA      | Titolo italiano | Prima TV Italia |
| -- | ---------------------------- | ----------------- | --------------- | --------------- |
| 1  | The Saddle Tramp             | 23 settembre 1955 |                 |                 |
| 2  | Crossroad Trail              | 30 settembre 1955 |                 |                 |
| 3  | Salted Ground                | 7 ottobre 1955    |                 |                 |
| 4  | The Medicine Man Mystery     | 15 ottobre 1955   |                 |                 |
| 5  | Lost River                   | 22 ottobre 1955   |                 |                 |
| 6  | Renegade Stallion            | 29 ottobre 1955   |                 |                 |
| 7  | Canyon of Wanted Men         | 5 novembre 1955   |                 |                 |
| 8  | Challenge of the West        | 8 novembre 1955   |                 |                 |
| 9  | The Outlaw's Secret          | 15 novembre 1955  |                 |                 |
| 10 | Hangman's Noose              | 22 novembre 1955  |                 |                 |
| 11 | King of the Rodeo            | 29 novembre 1955  |                 |                 |
| 12 | A Bugle for Ricky            | 6 dicembre 1955   |                 |                 |
| 13 | The Stone Heart              | 13 dicembre 1955  |                 |                 |
| 14 | The Deer Hunters             | 20 dicembre 1955  |                 |                 |
| 15 | The Golden Hoax              | 27 dicembre 1955  |                 |                 |
| 16 | Johnny Hands Up              | 3 gennaio 1956    |                 |                 |
| 17 | Black Kachina                | 10 gennaio 1956   |                 |                 |
| 18 | Mystery Mountain             | 17 gennaio 1956   |                 |                 |
| 19 | Rails West                   | 26 gennaio 1956   |                 |                 |
| 20 | The Real Unfriendly Ghost    | ?                 |                 |                 |
| 21 | Andrew and the Deadly Double | 13 febbraio 1956  |                 |                 |
| 22 | Bad Men of the Valley        | 14 febbraio 1956  |                 |                 |
| 23 | The Return of Red Cloud      | 24 febbraio 1956  |                 |                 |
| 24 | Brand of the Lawless         | 27 febbraio 1956  |                 |                 |
| 25 | The Die-Hards                | 3 marzo 1956      |                 |                 |
| 26 | Calhoun Rides Again          | 3 marzo 1956      |                 |                 |

## The Saddle Tramp
- Prima televisiva: 23 settembre 1955

### Trama
- Guest star: Francis McDonald (Will Calhoun), William Tannen (Cole), Chris Alcaide (Frank), Ewing Mitchell (sceriffo Tom Powers)

## Crossroad Trail
- Prima televisiva: 30 settembre 1955

### Trama
- Guest star: Stanley Andrews (colonnello Jesse Putnam), Tom Irish (Josh Putnam), Lee Van Cleef (Frank), Sandy Sanders (Bart), George Eldredge (dottore)

## Salted Ground
- Prima televisiva: 7 ottobre 1955

### Trama
- Guest star: Hal K. Dawson (Jim Custer), Tristram Coffin (Tom Bennett), George J. Lewis (Bert Hollis), Melinda Plowman (Sally Custer), Frank Matts (scagnozzo)

## The Medicine Man Mystery
- Prima televisiva: 15 ottobre 1955
- Diretto da: George Archainbaud

### Trama
- Guest star: Myron Healey (Jake Webster), Harry Harvey (Doc Terwilliger), House Peters Jr. (Ote Bledsoe), Johnny Dallas (sceriffo Dawson), Art Dillard (partner di Bledsoe)

## Lost River
- Prima televisiva: 22 ottobre 1955

### Trama
- Guest star: Ed Hinton (Rex Baggot), Rick Vallin (Ledoux), Rhodes Reason (Molson), Edna Holland (Susan Hilliard)

## Renegade Stallion
- Prima televisiva: 29 ottobre 1955

### Trama
- Guest star: Francis McDonald (Grubstake Smith), William Tannen (Logan), Chris Alcaide (Keller), Ewing Mitchell (sceriffo), Rex Lease (analizzatore)

## Canyon of Wanted Men
- Prima televisiva: 5 novembre 1955

### Trama
- Guest star: Tristram Coffin (Wally Brighton), George J. Lewis (Faro Slaughter), Melinda Plowman (Lorna Brighton), John Daheim (Ansco), Bob Woodward (conducente della diligenza)

## Challenge of the West
- Prima televisiva: 8 novembre 1955

### Trama
- Guest star: Christian Pasques (Les Parker), Myron Healey (Duke), House Peters Jr. (Frank Parker), Johnny Dallas (sceriffo Bilson)

## The Outlaw's Secret
- Prima televisiva: 15 novembre 1955

### Trama
- Guest star: Charles Hayes (sceriffo Jensen), Howard Negley (Macmillan), Glenn Strange (Gringo), Leonard Penn (reverendo Thomas), Gregg Barton (Lawson), Grace Field (Mrs. Tilford), Frank Matts (scagnozzo), Jack Tornek (cittadino)

## Hangman's Noose
- Prima televisiva: 22 novembre 1955

### Trama
- Guest star: Hank Patterson (Trem Holt), Frank Fenton (sceriffo Bilson), Keith Richards (Idaho), Mauritz Hugo (Stacey Ward), I. Stanford Jolley (George Marlowe), Stanley Blystone (Joe Spencer), Frank Matts (cittadino), Tex Palmer (cittadino), Jack Tornek (cittadino)

## King of the Rodeo
- Prima televisiva: 29 novembre 1955

### Trama
- Guest star: Edna Holland (Zia Emily), Ed Hinton (Joe Bates), Rick Vallin (Mort Dickson), Rhodes Reason (Young Cowboy), Tex Palmer (Bucking Cowpoke), Herman Hack (cowboy), Ray Jones (cowboy), Frank Matts (cowboy), Troy Melton (cowboy), Jack Perrin (cowboy), Tom Smith (cowboy), Jack Tornek (cowboy), Bob Woodward (Cowboy ferito)

## A Bugle for Ricky
- Prima televisiva: 6 dicembre 1955

### Trama
- Guest star: Edgar Dearing (Sarge Elwood), Harry Lauter (Hank Elwood), Lane Bradford (Carr Preston), Gregg Palmer (Jack Preston), Terry Frost (Mitch), John Parrish (sceriffo Ray Thomas)

## The Stone Heart
- Prima televisiva: 13 dicembre 1955

### Trama
- Guest star: James Best (Paul Kenyon), William Henry (Carter), Don C. Harvey (Raine), Barbara Bestar (Letty Kenyon), Ewing Mitchell (sceriffo)

## The Deer Hunters
- Prima televisiva: 20 dicembre 1955

### Trama
- Guest star: Leonard Penn (Jonah Mattson), Howard Negley (Bentley Cameron), Glenn Strange (Dodge Kelley), Gregg Barton (Bundy), Kenne Duncan (Craig Barkley)

## The Golden Hoax
- Prima televisiva: 27 dicembre 1955

### Trama
- Guest star: Lillian Culver (Miss Julia Foster), Hank Patterson (Hardluck Haggerty), Keith Richards (Andrews), Mauritz Hugo (Runnels), I. Stanford Jolley (Barstow), Bob Woodward (Taylor), Frank Fenton (sceriffo)

## Johnny Hands Up
- Prima televisiva: 3 gennaio 1956

### Trama
- Guest star: Harry Lauter (Johnny Gray), Edgar Dearing (Will Brady), Lane Bradford (Jay Bayless), Terry Frost (Fred Carter), Gregg Palmer (Al), John Parrish (cittadino), Herman Hack (cittadino), Frank Matts (cittadino)

## Black Kachina
- Prima televisiva: 10 gennaio 1956

### Trama
- Guest star: John War Eagle (Chief Thunder Sky), Louis Lettieri (Chuka), Marshall Bradford (Simeon Baxter), Glenn Strange (Long Horn), Bob Woodward (Indian)

## Mystery Mountain
- Prima televisiva: 17 gennaio 1956

### Trama
- Guest star: Duncan Richardson (Dodsworth O'Doon), Fred Sherman (Josh O'Doon), Walter Reed (Ed Neely), Duane Grey (Doug), John McKee (Al), Ewing Mitchell (sceriffo), Bob Woodward (conducente della diligenza)

## Rails West
- Prima televisiva: 26 gennaio 1956

### Trama
- Guest star: Roy Barcroft (Matthew McNab), Mark Dana (George McNab), Robin Short (Mark Jessup), John L. Cason (Burke), Robert 'Buzz' Henry (Landers)

## The Real Unfriendly Ghost
- Prima televisiva: ?

### Trama
- Guest star: Roscoe Ates (Canary Twigg), John Damler (Neal Damon), Larry Hudson (Sam Merrick), Steve Conte (Fred Hackett), Kenne Duncan (Brice), Kirk Alyn (James Newton), Ewing Mitchell (sceriffo), Francis McDonald (dottore)

## Andrew and the Deadly Double
- Prima televisiva: 13 febbraio 1956

### Trama
- Guest star: William Henry (Tom French), Don C. Harvey (Sam Bixby), Robert Bice (Andrew Ormsby), Mary Jane Saunders (Mary Jane Starr), James Best (Mace Kincaid), Jack Mulhall (Hugh MacNeil)

## Bad Men of the Valley
- Prima televisiva: 14 febbraio 1956

### Trama
- Guest star: Morgan Jones (Hal Collier), Sally Fraser (Beth Collier), Ray Bennett (Lucas), John Cliff (Murph), Ewing Mitchell (sceriffo Tom Powers), Jimmy Noel (commesso banca)

## The Return of Red Cloud
- Prima televisiva: 24 febbraio 1956

### Trama
- Guest star: Alan Wells (Red Cloud), John War Eagle (Running bear), Marshall Bradford (Marshal Hale), Glenn Strange (Mark Dabney), Henry Rowland (Buck Edwards), Holly Bane (Joe Larsen), Robert Swan (Cal Blake)

## Brand of the Lawless
- Prima televisiva: 27 febbraio 1956

### Trama
- Guest star: Ann Doran (Belle Winters), Walter Reed (Lance Ward), Hank Patterson (Trem Holt), Duane Grey (Tucson), Jack Daly (Dawson), Belle Mitchell (donna), Sam Flint (Parson), Bob Woodward (conducente della diligenza)

## The Die-Hards
- Prima televisiva: 3 marzo 1956

### Trama
- Guest star: Kathleen Crowley (Ellie Powell), William Phipps (dottor James Powell), Roy Barcroft (Emmett Kane), Robert 'Buzz' Henry (Vic Douglas), Mark Dana (Matt Douglas), John L. Cason (Cole), Charles Hayes (sceriffo), Robin Short (Fred), Frank Matts (cittadino), Tex Palmer (uomo della posse), Phil Schumacher (cittadino), Jack Tornek (cittadino)

## Calhoun Rides Again
- Prima televisiva: 3 marzo 1956

### Trama
- Guest star: Francis McDonald (Will Calhoun), John Damler (Brock Stevens), Larry Hudson (Jud), Steve Conte (Rapp), Ewing Mitchell (sceriffo)